# الیسن پورتر
اَلیسـِن پورتر (انگلیسی: Alisan Porter؛ زادهٔ ۲۰ ژوئن ۱۹۸۱) یک هنرپیشه، هنرمند رقص و خواننده اهل ایالات متحده آمریکا است.

## بخشی از فیلمشناسی
از فیلم‌ها یا مجموعه‌های تلویزیونی که وی در آن‌ها نقش داشته است می‌توان به پدر و مادری، سوی موفرفری، استلا، تو را تا مرگ دوست دارم اشاره نمود.

## جوایز
او در سال ۱۹۹۳ میلادی در شاخهٔ «بهترین هنرنمایی یک هنرپیشهٔ زن جوان در فیلم» برندهٔ جایزه هنرمند جوان شد.